# Rio São Domingos (São Paulo)
O rio São Domingos é um rio brasileiro do estado de São Paulo. 

## Nascente
Nasce no município de Santa Adélia.

## Percurso
Da nascente em Santa Adélia, segue sempre em direção noroeste e passa pelo município de Pindorama, onde recebe vários afluentes, em seguida passando para o município de Catanduva, onde recebe as águas de vários córregos e sai com o tamanho de um ribeirão. O próximo destino é Catiguá onde recebe varios afluentes e seu primeiro grande afluente (um pequeno ribeirão). De lá segue para Tabapuã e nesta cidade vira seu curso para o norte, e recebendo mais grandes afluentes e outro ribeirão. Em seguida chega ao seu destino final, Uchoa, onde desagua no rio Turvo, já com 160km.

## Extensão
Corre neste percurso mais ou menos 97 quilômetros.

## Cidades cortadas pelo rio
O rio São Domingos passa, respectivamente pelos municípios de; Santa Adélia, Pindorama, Catanduva, Catiguá, Tabapuã e Uchoa onde deságua no rio Turvo.

## O grande problema de Catanduva
Na cidade de Catanduva, o rio recebia por vários anos esgoto doméstico e poluição de todo tipo, semelhante ao que o também afluente do Turvo, o rio Preto recebia em São José do Rio Preto. No entanto esse grande problema que já se arrasta há anos possívelmente será resolvido com a construção de redes de coletores e interceptores de esgoto em suas margens durante o percurso urbano em Catanduva. Isso ajudará não só a melhorar as águas do São Domingos, como também as do seu rio-foz, Turvo e até mesmo a bacia Turvo/Grande.

##### Desde a data 12/05/2015 a Estação de Tratamento de Esgoto de Catanduva  esta operando com 100% do esgoto urbano e com licença espedida pela CETESB.
As análises feitas até o momento mostrarão uma eficiência de 80%, tirando definitivamente a cidade da posição de vilão quanto à poluição do Rio São Domingos.

## Afluentes
margem norte:
- não consta

margem sul
- não consta

## Incêndio em 2013
Um incêndio em um armazém na cidade de Santa Adélia em 25 de Outubro de 2013 causou o derretimento de cerca de 300 toneladas de açúcar, transformando-se em caramelo e escoando para o leito do rio. Segundo a CETESB, isso desencadeou a falta de oxigênio na água do rio, que foi contaminado.
Os efeitos desse incêndio puderam ser sentidos em todas as cidades por onde o rio passa, sendo que em Catanduva ocorre um grande percentual de mortandade de peixes.
A CETESB afirma que, graças às barreiras construídas em Santa Adélia, puderam ser contidos cerca de 700 toneladas do caramelo até o momento. O incêndio ainda não foi contido devido a circunstâncias ambientais.